# Dátis

Mapa mostrando a rota seguida por Dátis e Artafernes.

Dátis (em persa antigo: *Dātiya-) foi um general medo, comandante-chefe da força expedicionária persa durante a primeira Guerra Médica, que acabou com a Batalha de Maratona em 490 a.C.

## Nome
Dátis (Δάτις), Dácio (Δάτιος, Dátios), Dados (Δάδοι, Dádoi) ou Dadoes (Δαδόης, Dadóēs) são as formas helenizadas do persa antigo Datia (*Dātiya-), que por sua vez foi registrado em persa médio como Dade (Dād) e armênio como Date (Դատ, Dat), que pode ter surgido da forma não atestada Dadi. Derivam todos do avéstico data-, "dado, criado por".

## Vida
Dario I, desejando vingar-se dos atenienses e instigado pelos filhos de Pisístrato, removeu Mardônio do comando das tropas, e colocou Dátis, um medo, e Artafernes, filho de Artafernes, como comandantes da força persa, enviada para reduzir Atenas e a Erétria à escravidão, e levar os escravos para a Pérsia. Artafernes, o pai, era meio-irmão de Dario.
Chegando a Delos, e vendo que os habitantes fugiram da força invasora, Dátis mandou um emissário avisar ao habitantes que ele não faria mal a esta terra onde duas divindades haviam nascido. Dátis fez um sacrifício no valor de trezentos talentos, e avançou sobre a Erétria.
Ocorreu, porém, um terremoto em Delos; segundo o que Heródoto ouviu dos habitantes de Delos, nunca antes havia havido um terremoto, nem depois disso houve outro terremoto, como se fosse uma previsão das desgraças que a Hélade iria passar, primeiro por Dario I, depois por Xerxes I, filho de Dario, e finalmente, na época de Artaxerxes I, filho de Xerxes, com as lutas de helenos contra helenos pela supremacia.
Após desembarcarem na Erétria, os persas não foram enfrentados pelos habitantes, que se recolheram à cidade murada.  Os persas sitiaram a cidade por seis dias, mas no sétimo dia a cidade se rendeu; a cidade foi pilhada, seus templos foram queimados e seus habitantes reduzidos à escravidão, conforme a ordem de Dario.
Acreditando que os atenienses adotariam a mesma tática, e, seguindo o conselho de Hípias, os persas desembarcaram em Maratona. Lá, porém, foram combatidos e derrotados pelos atenienses, na Batalha de Maratona.
Na volta para a Ásia, Dátis teve um sonho; após uma busca nos navios, ele descobriu uma imagem de ouro de Apolo que havia sido pilhada de Delos. Dátis viajou para Delos, entregou-a aos habitantes, e ordenou que eles levassem a estátua a Délio, no território dos tebanos.
Dátis e Artafernes levaram os escravos de Erétria para Susa; Dario, apesar da raiva que tinha deles pelo ataque anterior que eles fizeram, quando viu que eles haviam sido trazidos não mais fez mal a eles, mas estabeleceu-os como colonos em Ardericos, dependência da Císsia.
Dátis teve três filhos, Harmamitras, Titeu e Farnuces; os dois primeiros foram comandantes da cavalaria durante a Segunda Guerra Médica, o terceiro não foi porque ficou doente.